# Metrô de Curitiba
Die Metrô de Curitiba befindet sich im Bau. Es handelt sich hierbei um ein elektrisches Stadtbahn-System auf Schienen im Stadtgebiet von Curitiba in Brasilien.

## Geschichte
Seit 1970 gab es Bemühungen, ein Nahverkehrssystem in Curitiba zu bauen. Die ersten Pläne basierten auf Busbetrieb, während sukzessiv nach Alternativen gesucht wurde, die unabhängig von Erdöl arbeiten. Die ersten fundierten Vorschläge für ein System mit elektrischen Schienenverkehrsmitteln gehen auf das Jahr 1975 zurück.
Erst 1990 kam es zum ersten konkreten Vorschlag für die Installation einer Stadtbahn VLT in Curitiba. Für den Nord-Süd-Verkehr sollte eine Strecke gebaut werden, aber auch dieses Projekt wurde nicht weiter verfolgt. Im Juli 2007 ließ die Präfektur von Curitiba eine Studie und Ausschreibung anfertigen, die den Bau einer Metro zum Thema hatte. Obwohl 44 Unternehmen an der Realisierung des Projekts Interesse zeigten, legte doch keine einzige Gesellschaft einen konkreten Realisierungsvorschlag vor. Im Dezember des gleichen Jahres wurde eine neue Ausschreibung erstellt, die bedingt durch rechtliche Streitigkeiten erst 2009 zur Ausschreibung führte. Im März 2009 kam es dann zur Vertragszeichnung durch die Unternehmen, die die Ausschreibung gewonnen hatten, und im September wurde der erste Plan für eine Metrolinie in Curitiba vorgelegt.
Die Linha Azul (blaue Linie) wird nun ab 2010 gebaut, man rechnet mit einer Fertigstellung 2016. Außerdem wurden noch weitere fünf Linien für den Bau vorgeschlagen, für die eine Planung aufgenommen werden sollte:
- Verde (Circular – Interbairros 2)
- Laranja (Centro Cívico – Boqueirão)
- Amarela (Campo Comprido – Pinhais)
- Vermelha (Aeroporto Afonso Pena – Rua das Flores)
- Linha Marrom (BR-476)

## Übersicht über das Transportsystem
| Linie          | Streckenführung                    | Einweihung | Länge (km) | Stationen | Dauer der Reise (min) | Betrieb | Bemerkungen |
| -------------- | ---------------------------------- | ---------- | ---------- | --------- | --------------------- | ------- | ----------- |
| Linha Azul     | Santa Cândida ↔ CIC/Sul            | ?          | 22,4       | 21        | 38                    | ---     | in Bau      |
| Linha Verde    | Circular / Interbairros 2          | ---        | ---        | ---       | ---                   | ---     | in Planung  |
| Linha Laranja  | Centro Cívico ↔ Boqueirão          | ---        | --         | ---       | ---                   | ---     | in Planung  |
| Linha Amarela  | Campo Comprido ↔ Pinhais           | ---        | ---        | ---       | ---                   | ---     | in Planung  |
| Linha Vermelha | Aeroporto A. Pena ↔ Rua das Flores | ---        | ---        | ---       | ---                   | ---     | in Planung  |
| Linha Marrom   | BR-476                             | ---        | ---        | ---       | ---                   | ---     | in Planung  |